# Wilczomlecz groszkowy
Wilczomlecz groszkowy (Euphorbia lathyris L.) – gatunek roślin należący do rodziny wilczomleczowatych. Pochodzi z obszaru śródziemnomorskiego (Francja, Grecja, Włochy) i cieplejszych stref Azji (Chiny), ale bez problemu przyjął się w środkowej Europie, Ameryce Północnej i Południowej.

## Morfologia

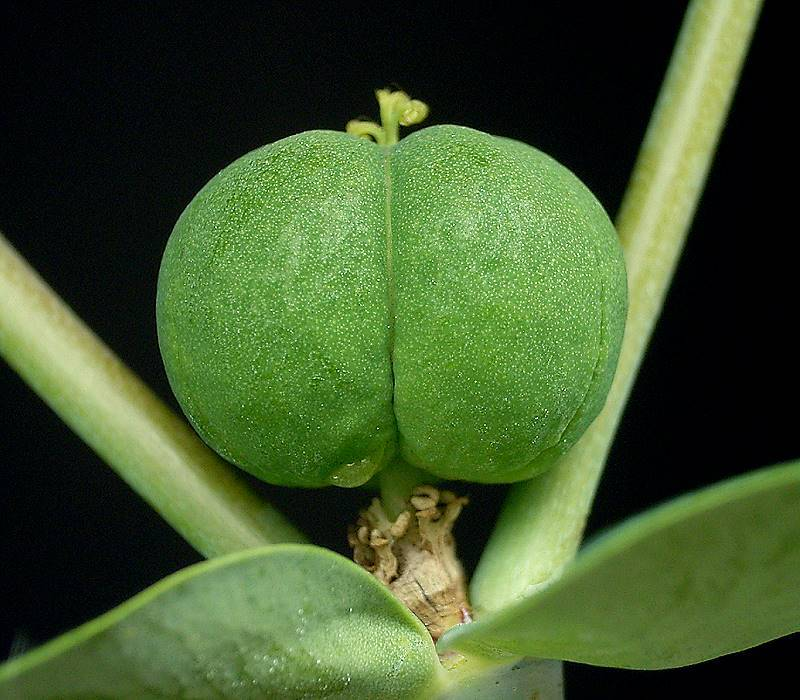
Owoc

PokrójRoślina roczna lub dwuletnia, do metra wysokości, z sinawym nalotem woskowym, nabiegła purpurowo.
LiścieRoślina w pierwszym roku gęsto ulistniona, w drugim dołem bezlistna. Liście duże, długości 15 cm, siedzące, całobrzegie, spodem bledsze. Niższe równowąskie, tępe, wyższe podługowate.
KwiatyKwiatostany zielone, miodniki jasnożółte.
Roślina trującaZawiera trujący sok mleczny.

## Zastosowanie

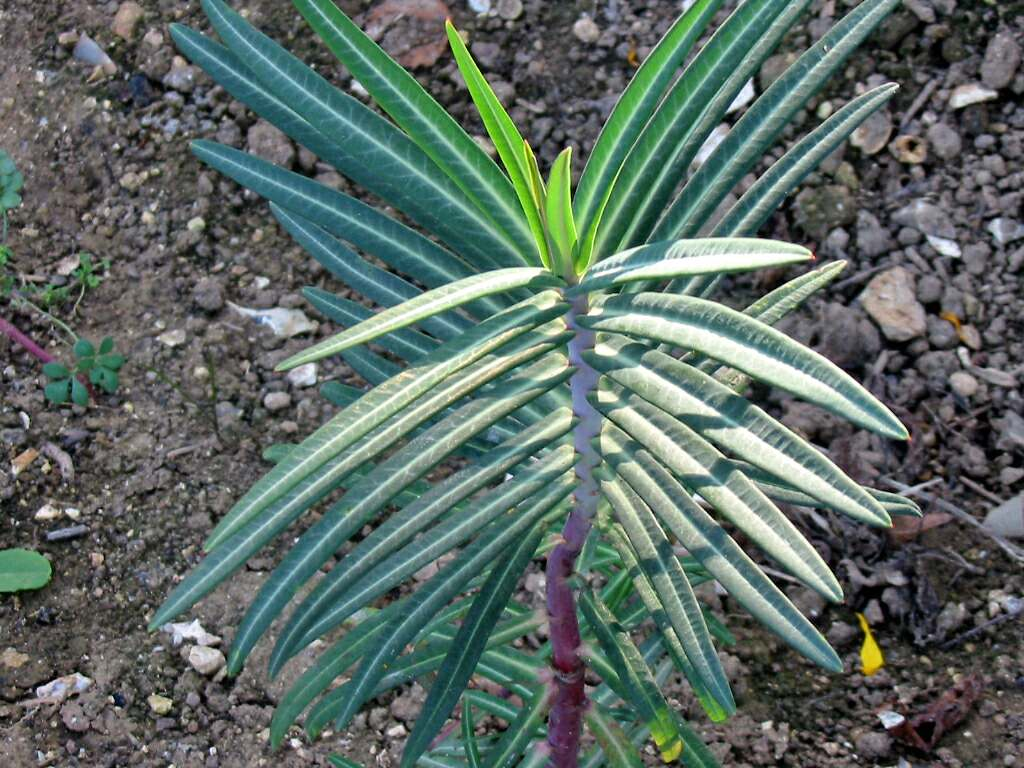
Kultywar ‘Variegata’

- Jest czasami uprawiany jako roślina ozdobna
- Roślina lecznicza: dawniej używany był w medycynie ludowej.
- Stosowany jest do odstraszania szkodników drzew owocowych (gryzoni i turkuci). Chroni tkaniny przed molami.
- Uprawiany również jako roślina oleista – nasiona zawierają 40-50% oleju.